# Syston, Lincolnshire
Syston är en ort och civil parish i Storbritannien.   Den ligger i grevskapet Lincolnshire och riksdelen England, i den sydöstra delen av landet, 160 km norr om huvudstaden London. Syston ligger 44 meter över havet och antalet invånare är 165.
Terrängen runt Syston är platt. Runt Syston är det ganska tätbefolkat, med 139 invånare per kvadratkilometer. Närmaste större samhälle är Grantham, 5,4 km söder om Syston. Trakten runt Syston består till största delen av jordbruksmark.